# جایزه بزرگ ۱۹۲۱ فرانسه
جایزه بزرگ ۱۹۲۱ فرانسه (انگلیسی: 1921 French Grand Prix)یک مسابقه اتومبیلرانی بود که در 25 ژوئیه 1921 در لمان برگزار شد در طی این مسابقه بیش از 30 دور از مسیر و مجموعاً ۱۷.۲۶کیلومتر طی شد این مسابقات اولین سری مسابقات پس از جنگ نخست جهانی بود و به آلمان اجازه شرکت در مسابقات داده نشد